# Самвел Бабаян
Самвел Андраникович Бабаян (на арменски: Սամվել Բաբայան) е арменски военен, държавен и политически деятел, генерал-лейтенант от армията (от 1996). Герой на Нагорни Карабах (1997).

## Биография
Завършва училище през 1982 година, в родния си град Степананкерт. Призован е във Вворъжените сили на СССР през 1983 година и до 1985 година служи в частите на съветския контингент, разположен на територията на Германската демократична република.

### Война за Нагорни Карабах
През 1988 година се присъединява към независимите формирования, борещи се за независимостта на областта Нагорни Карабах. Става полеви командир на 2-ра доброволна рота, сформирана в град Степананкерт. По-късно става член на щаба и заместник-командир на отрядите за самоотбрана на Нагорни Карабах.
През юни 1991 година, в периода на провеждане на Операция „Кольцо“, е арестуван от силите за сигурност на СССР под предлог, че е нарушил паспортния режим, и повече от 6 месеца лежи в затвор в град Баку, Азербайджан.
След излизане от затвора, в периода 1992 – 1993 г., осъществява координация на бойните действия в районите в Нагорни Карабах, където се водят отбранителни военни действия. Участва в разработката на плана за освобождаване на град Шуши.
През 1993 година е назначен за командващ отбраната на Нагорни Карабах.
От 1994 година е в екипа, водещ преговори за спиране на военните действия. Участва и в международните преговори за потушаване на конфликта.
В началото на 1995 година е назначен за първи министър на отбраната на Нагорно-карабахската република (НКР). Става член на Държавния комитет за отбрана на НКР. Депутат във Върховния съвет на НКР.
Изпада в немилост през 2000 година и е осъден на 14 години затвор за конспирация (обвинен в покушение срещу президента на НКР). Освободен е след 4,5 години.
През 2004 година основава обществената организация „Хачмерук“ в Ереван, Армения.
През ноември 2004 година създава партията „Дашинк“.